# Miguel Ángel Marín López
Miguel Ángel Marín López (Calahorra, La Rioja, 29 de septiembre de 1950) es un ex-árbitro español de fútbol, en activo como colegiado en Primera División durante 14 temporadas, dirigiendo un total de 155 partidos en la máxima categoría, debutando en la temporada 82/83 y retirándose en la 95/96.